# Szpital (film)
Szpital (ang. The Hospital) – amerykańska czarna komedia z 1971 roku w reżyserii Arthura Hillera.

## Fabuła
Herbert Bock jest ordynatorem dużego szpitala. Porzucony przez żonę (z powodu trudności ze sprawnością seksualną) i mający złe kontakty ze swoimi dziecmi,   przeżywa załamanie nerwowe. Zaczynają go dręczyć myśli samobójcze. Równocześnie w szpitalu zaczynają się dziać dziwne rzeczy - giną dwaj lekarze, operowane są niewłaściwe osoby, mnożą się pomyłki lekarskie, w poczekalniach znajduje się ludzi zmarłych z przyczyn naturalnych, a jeden z pacjentów zapada w śpiączkę. Wtedy Bock poznaje Barbarę, córkę jednego z pacjentów.

## Obsada
- George C. Scott – Dr Bock
- Diana Rigg – Barbara
- Barnard Hughes – Drummond/Dr Mallory
- Richard Dysart – Dr Welbeck
- Stephen Elliott – Dr Sundstrom
- Andrew Duncan – William Mead
- Donald Harron – Milton Mead
- Nancy Marchand – Pani Christie
- Jordan Charney – Hitchcock
- Roberts Blossom – Guernsey
- Lenny Baker – Dr Schaefer
- Richard Hamilton – Dr Ronald Casey
- Arthur Junaluska – Pan Blacktree
- Kate Harrington – Pielęgniarka Dunne
- Katherine Helmond – Marilyn Mead
- David Hooks – Dr Einhorn
- Frances Sternhagen – Pani Cushing
- Robert Walden – Dr Brubaker

## Produkcja
Zdjęcia kręcono w szpitalu na nowojorskim Manhattanie.

## Nagrody i nominacje
22. MFF w Berlinie
- Nagroda Specjalna Jury - Arthur Hiller
- Nagroda OCIC - Arthur Hiller
- Złoty Niedźwiedź - Arthur Hiller (nominacja)

Oscary za rok 1971
- Najlepszy scenariusz oryginalny - Paddy Chayefsky
- Najlepszy aktor - George C. Scott (nominacja)

Złote Globy 1971
- Najlepszy scenariusz - Paddy Chayefsky
- Najlepszy aktor dramatyczny - George C. Scott (nominacja)
- Najlepsza aktorka drugoplanowa - Diana Rigg (nominacja)